# Een nacht met volle maan
Een nacht met volle maan (oorspronkelijke Franse titel Une nuit de plein lune) is een stripverhaal getekend door Hermann op scenario van Yves H. De strip werd in 2011 uitgegeven door Glénat

## Verhaal
Vijf jonge dieven breken in. Ze krijgen de brandkast echter niet open. Daarom moeten ze wachten tot de bewoners van het afgelegen huis, een ouder echtpaar, terug thuis zijn. Dan gijzelen de dieven het echtpaar en proberen hen te dwingen de brandkast te openen. Maar de echtgenoot, meneer Boisseau, is niet de eerste de beste.

## Inkleuring
Om de nachtelijke scènes met veel contrasten te kunnen tekenen, keerde Hermann speciaal voor dit album terug naar zijn beproefde techniek van inkttekeningen die we kennen van zijn vroegere werk.  Hermann zelf was erg tevreden over zijn inkttekeningen en had graag gezien dat het album alleen in zwart-wit werd uitgegeven. Uitgeverij Glénat verkoos echter twee versies, één in zwart-wit, een andere in kleur. Voor de inkleuring werd een beroep gedaan op Sébastien Gérard, die de inkleuring verzorgde.